# Michelbach-le-Haut
Michelbach-le-Haut je občina v departmaju Haut-Rhin francoske regije Alzacija.
Leta 1990 je v občini živelo 471 oseb oz. 64 oseb/km².